# Teodora Ruano
María Teodora Adoración „Dori” Ruano Sanchón (ur. 11 stycznia 1969 w Villamayor de Armuña) – hiszpańska kolarka torowa i szosowa, dwukrotna medalistka torowych oraz brązowa medalistka szosowych mistrzostw świata.

## Kariera
Pierwszy sukces Teodora Ruano osiągnęła w 1992 roku, kiedy zajęła trzecie miejsce w klasyfikacji generalnej szosowego wyścigu Emakumeen Bira. W tym samym roku wzięła udział w szosowym wyścigu ze startu wspólnego na igrzyskach olimpijskich w Barcelonie, który ukończyła na 42. miejscu. Pięć lat później wystartowała na torowych mistrzostwach świata w Perth, gdzie zdobyła srebrny medal w wyścigu punktowym, ulegając jedynie Rosjance Natalji Karimowej. Na rozgrywanych w 1998 roku mistrzostwach świata w Bordeaux w tej samej konkurencji Teodora była najlepsza, bezpośrednio wyprzedzając Meksykankę Belem Guerrero i Rosjankę Olgę Slusariewą. Podczas igrzysk olimpijskich w Sydney w 2000 roku Hiszpanka zajęła siódme miejsce w wyścigu punktowym, a rywalizację indywidualnej jeździe na czas zakończyła na osiemnastej pozycji. Na szosowych mistrzostwach świata w Lizbonie w 2001 roku Ruano wywalczyła brązowy medal w indywidualnej jeździe na czas, ustępując tylko Francuzce Jeannie Longo i Szwajcarce Nicole Brändli. Brała także udział w igrzyskach olimpijskich w Atenach w 2004 roku, ale w indywidualnej jeździe na czas była osiemnasta, a wyścigu ze startu wspólnego nie ukończyła.